# 카노가역
카노가역 (Canoga Station)은 로스앤젤레스 메트로 버스웨이의 G선역 중 하나이다. 샌퍼넌도밸리 서쪽에 있는 카노가 파크의 카노가 애비뉴(Canoga Avenue)에 위치한다.

## 역사

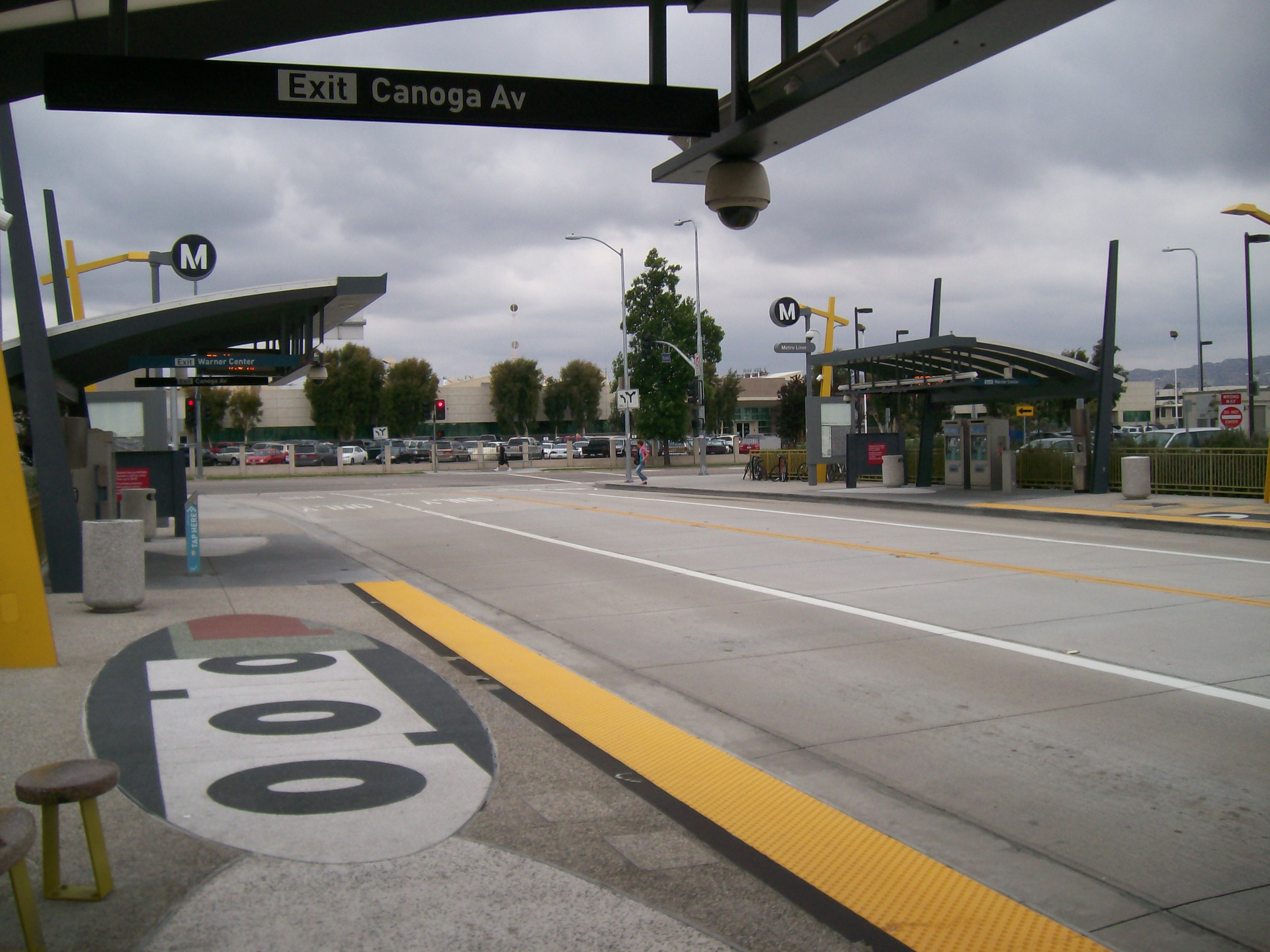
3,4 승강장의 공공 예술 바닥벽화

카노가역은 신설역으로 건설되었으며, 동쪽에 있는 다른 역들이 개통된 지 약 14개월 후인 2006년 12월 27일에 개장했다. 카노가역은 웨스트 밸리의 다른 G선역에서 주차할 수 있는 주차 부족 현상을 완화하기 위해 지어졌으며, 개장시 총 612개의 새로운 주차 공간을 제공하며 채츠워스 북쪽으로 연장하는 출발점이 되도록 지어졌다.
4 마일 (6.4 km) 메트로 G선 채츠워스 연장선은 카노가 역에서 카노가 파크를 거쳐 채츠워스에 있는 채츠워스 암트랙/메트로링크역까지 2012년 6월 30일에 완공되었다. 이 연장선은 카노가 대로를 따라 남북으로 이동한다. 카노가 역의 주차장은 G선의 북쪽 연장을 위해 258개 공간으로 축소되었지만, 다음 새로운 역인 셔먼웨이역에 207개의 주차장이 포함되었다.
채츠워스 연장 프로젝트는 두 개의 새로운 승강장을 추가하여 총 4개의 승강장을 만들었다. 채츠워스 연장에 대응하는 최신 승강장은 북행 1번 승강장과 동행 2번 승강장이었다. 워너 센터를 운행했던 버스에 사용된 기존 ㅅ으강장은 서행 3번 승강장과 동행 4번 승강장으로 바뀌었다. 다음 G선 버스가 몇 시에 도착하는지, 목적지, 그리고 정차할 승강장이 표시되는 디지털 메시지 표지판이 역 출구에 설치되었다.
2018년 6월에 워너센터역이 폐쇄되면서, 원래의 승강장은 현재 G선 승객들에게 환승을 위한 시내버스용으로 사용되고 있다.

## 운행 정보

### 역 구조
| 동행 | G선 | 채츠워스 방면 (셔먼 웨이)  |
| 서행 | G선 | 노스할리우드 방면 (데소토) |

### 메트로 버스웨이 운행 정보
메트로 버스웨이 G선은 매일 24시간 운행한다.

### 연결 가능한 버스노선
- 메트로 로컬: 161, 169, 601
- 메트로 래피드: 750
- 앤텔로프 밸리 교통국: 787
- 시티 오브 샌타클래라 트랜싯: 796

### 인근 역세권
- 메트로 G선 자전거 경로 - 역에 인접.
- 로켓다인 지대
- 웨스트필드 토판가 & 더 빌리지(Westfield Topanga & The Village)